# Alien-Hand-Syndrom
Das Alien-Hand-Syndrom (AHS) ist eine bisher sehr selten beschriebene neurologische Störung, bei der eine Hand nicht mehr der willentlichen Steuerung unterliegt. Es ist am besten dokumentiert bei Menschen, bei denen im Gehirn das Corpus callosum (Balken) durchtrennt ist (Split-Brain-Patient). Die Störung kann aber auch nach Schlaganfällen, Schädel-Hirn-Traumata oder Infektionen auftreten. Erstmals beschrieben wurde sie 1908 vom deutschen Neurologen Kurt Goldstein. Der Begriff  Alien-Hand-Syndrom stammt aus einer Arbeit aus dem Jahr 1972, in der drei Fälle von Patienten mit einem Tumor am Corpus callosum beschrieben wurden, die entsprechende Störungen der Kontrolle einer Hand zeigten.

## Auswirkung
Die betroffenen Patienten haben keine oder nur sehr wenig Kontrolle über eine Hand, die sogenannte Alien Hand. Sie empfinden diese Hand als fremd und nicht zu ihrem Körper gehörend. Diese Hand arbeitet häufig gegen die andere. Das kann beispielsweise dazu führen, dass der betroffene Mensch mit der rechten Hand etwas essen will und seine linke Hand ihn daran hindert, oder im Extremfall versucht ihn zu erwürgen.
Da die betroffene Hand und damit die zuständige Hirnhälfte keinen Kontakt zur anderen hat, können auch in Zeiten der bewussten Kontrolle keine Informationen über einen ertasteten Gegenstand aufgenommen und verarbeitet werden. So kann beispielsweise nicht erkannt werden, ob ein Gegenstand rund oder eckig ist.

## Ursachen
Die genauen Ursachen sind, abgesehen von Hinweisen zur räumlichen Lokalisation entsprechender Funktionsstörungen im Gehirn, noch nicht bekannt. Es wird angenommen, dass zwei verschiedene Ausprägungen unterschieden werden können.
Bei der einen Form liegt eine Schädigung des Corpus Callosum vor, in einigen Fällen auch des Frontallappens. Bei diesen Patienten ist meist die linke Hand betroffen. Eine Durchtrennung oder anderweitige Schädigung des Corpus Callosum führt zu einer Störung der Kommunikation zwischen beiden Hirnhälften. Da jede Gehirnhälfte für die Steuerung der jeweils gegenüberliegenden Körperhälfte verantwortlich ist, unterliegt die linke Hand in einem solchen Fall nur noch der Steuerung durch die rechte Seite des Gehirns. Die linke Hirnseite ist jedoch neben der Steuerung der rechten Körperhälfte auch, durch den Informationsaustausch mit der rechten Hirnhälfte über das Corpus Callosum, allgemein für logisch-analytische Denkabläufe und für die Steuerung komplexer feinmotorischer Bewegungsabläufe verantwortlich. Dieser Funktion der linken Hirnhälfte unterliegt dann die linke Hand bei diesen Patienten nicht mehr. Kennzeichnend für diese Form ist oft, dass die betroffene Hand vor allem dann aktiv ist, wenn auch die nicht betroffene Hand Bewegungen ausführt.
Bei einer zweiten Form liegt nur eine Schädigung des Frontallappens vor, während das Corpus Callosum nicht betroffen ist. Im Frontallappen befinden sich Hirnbereiche, die für die Planung und willentliche Ausführung von Bewegungen wichtig sind. Bei betroffenen Patienten ist in der Regel die Hand der dominanten Körperhälfte betroffen, in den meisten Fällen die rechte. Auffallend bei dieser Form ist oft ein zwanghaftes Greifen nach Gegenständen, die sich im Gesichtsfeld des Patienten befinden.

## Behandlung
Es gibt derzeit keine Behandlungsmöglichkeiten für das Alien-Hand-Syndrom, jedoch stellt sich oft nach einer gewissen Zeit von allein eine Besserung ein.